# Brakefieldia centralis
Brakefieldia centralis is een vlinder uit de familie van de Nymphalidae, uit de onderfamilie van de Satyrinae. De soort is voor het eerst wetenschappelijk beschreven als Henotesia centralis door Per Olof Christopher Aurivillius in een publicatie uit 1903.
De soort komt voor in Zuidoost-Congo-Kinshasa, Angola en Zambia.